# 馬達加斯加毛氈苔
馬達加斯加毛氈苔（學名：Drosera madagascariensis）是茅膏菜屬的一種，原生非洲，於1824年被 A. P. de Candolle 發表。其种加词“madagascariensis”意为“马达加斯加的”。

## 描述
馬達加斯加毛氈苔是一個強健的品種，具有明顯的主幹向上延伸，長到一定高度時，靠著葉片與周遭植物（尤指草本）互相扶持來固定植株，有時也會因為沒有支撐物而倒伏彎曲。

### 葉片
植株高度可達25公分，靠近下端的葉片通常已經枯萎，上方的捕蟲葉則是健康飽滿。葉片於莖上規律排列，葉柄長約1.5-3 公分，連接著1-1.5公分長，0.7公分寬的匙形葉片。馬達加斯加毛氈苔的根系相對不發達，主要功能為固定植株及水分吸收，而養分攝取則主要藉由捕捉獵物獲得。

### 花與果

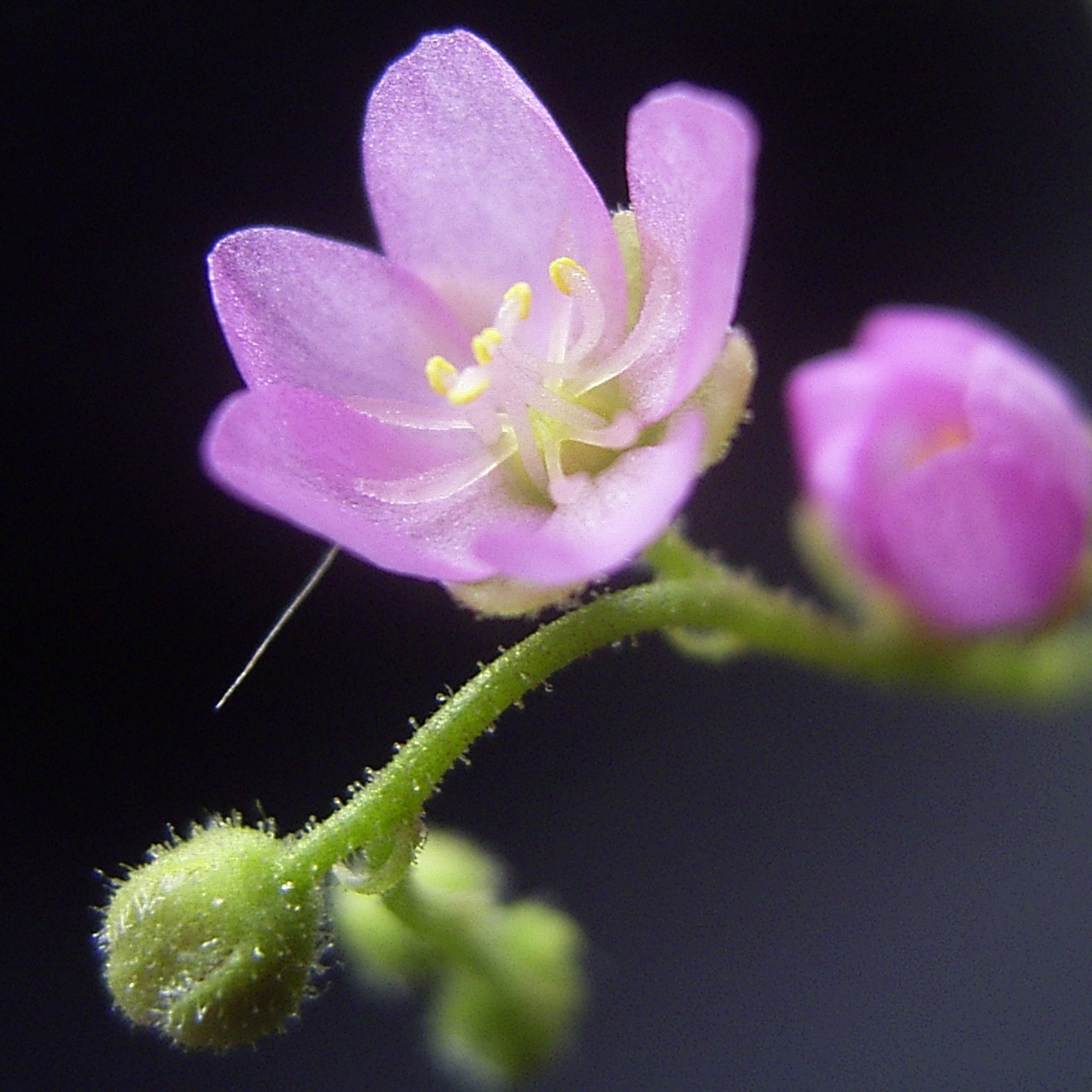
馬達加斯加毛氈苔的花

馬達加斯加毛氈苔進入生殖生長後會長出1-2支花序，長約20-40公分，每個花序有4~12朵花，每朵花的花梗長約0.2-0.5 公分。萼片卵形，稍具絨毛。花瓣倒卵形，粉紅色，0.6~1.2公分長，0.4~0.6 公分寬。果莢內有大量細小的種子，長約0.06 公分。

## 分布
馬達加斯加毛氈苔原生於熱帶非洲（幾內亞、奈及利亞、喀麥隆、剛果、安哥拉、贊比、坦噶尼喀）最南到南非，最東到馬達加斯加，生於沼澤或泥炭蘚地。